# Мадонна с младенцем (картина Пармиджанино)
«Мадонна с младенцем» (англ. Virgin and Child), «Мадонна Вазари» (итал. Madonna Vasari) — неоконченная картина Франческо Пармиджанино, написанная приблизительно в 1527—1528 годах маслом по дереву и показывающая Марию с младенцем Иисусом. Находится в галерее Курто в Лондоне.

## История и сюжет
Поскольку картину обычно отождествляют с той, которую Джорджо Вазари зарисовал в Болонье и позже купил для себя, её иногда также называют «Мадонной Вазари». Произведение прошло через неизвестные руки после Вазари и в конечном итоге попала в коллекцию лорда Джорджа Киннарда, от наследников которого Антуан Зайлерн приобрёл её через Кольнаги в 1965 году, а в 1978 году завещал галерее Курто.
Широкий разворот зелёного занавеса отделяет святой мир Девы Марии и её младенца-сына Христа от окружающего мира. Сильно удлинённое тело Марии типично для Пармиджанино. Розовые тона двух фигур на переднем плане уравновешивают синие ноты фона за ними. Мария сидит на подобии кровати справа, в профиль, и одной рукой держит за руку младенца, изображённого слева. На подготовительном рисунке, хранящимся в Галерее Альбертина в Вене изображён ангел, которого нет в заключительной работе. Архитектурный фон картины завершён, но следы рисунка и подготовки всё ещё видны позади Мадонны с младенцем, а большая часть её мантии всё ещё неокрашена. Фон картины основан на римских образцах и относится к «Мадоннам» Рафаэля, в то время как поза Мадонны цитирует позу Эритрейской сивиллы, изображённой в своде Сикстинской капеллы Микеланджело, и похожий младенец виден в поздней картине Пармиджанино «Мадонна святая Маргарита», завершённой в 1530 году. Некоторые критики утверждают, что это датирует работу его пребыванием в Риме непосредственно перед переездом в Болонью, в то время как другие предполагают, что он, возможно, оставил её незавершённой из-за разграбления Рима в 1527 году.